# Nordanstig

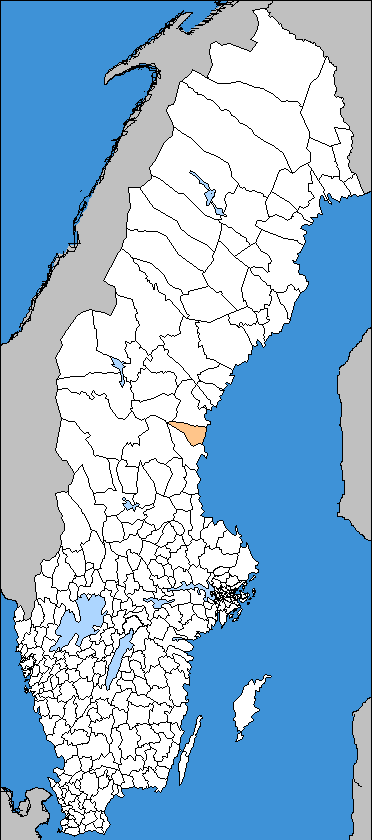
Localisation de la commune de Nordanstig

La commune de Nordanstig est une commune du comté de Gävleborg en Suède. 9 493 personnes y vivent. Son siège se trouve à Bergsjö. Cette commune est le résultat de la fusion des anciennes communes de Bergsjö, Gnarp, Harmånger et Hassela.

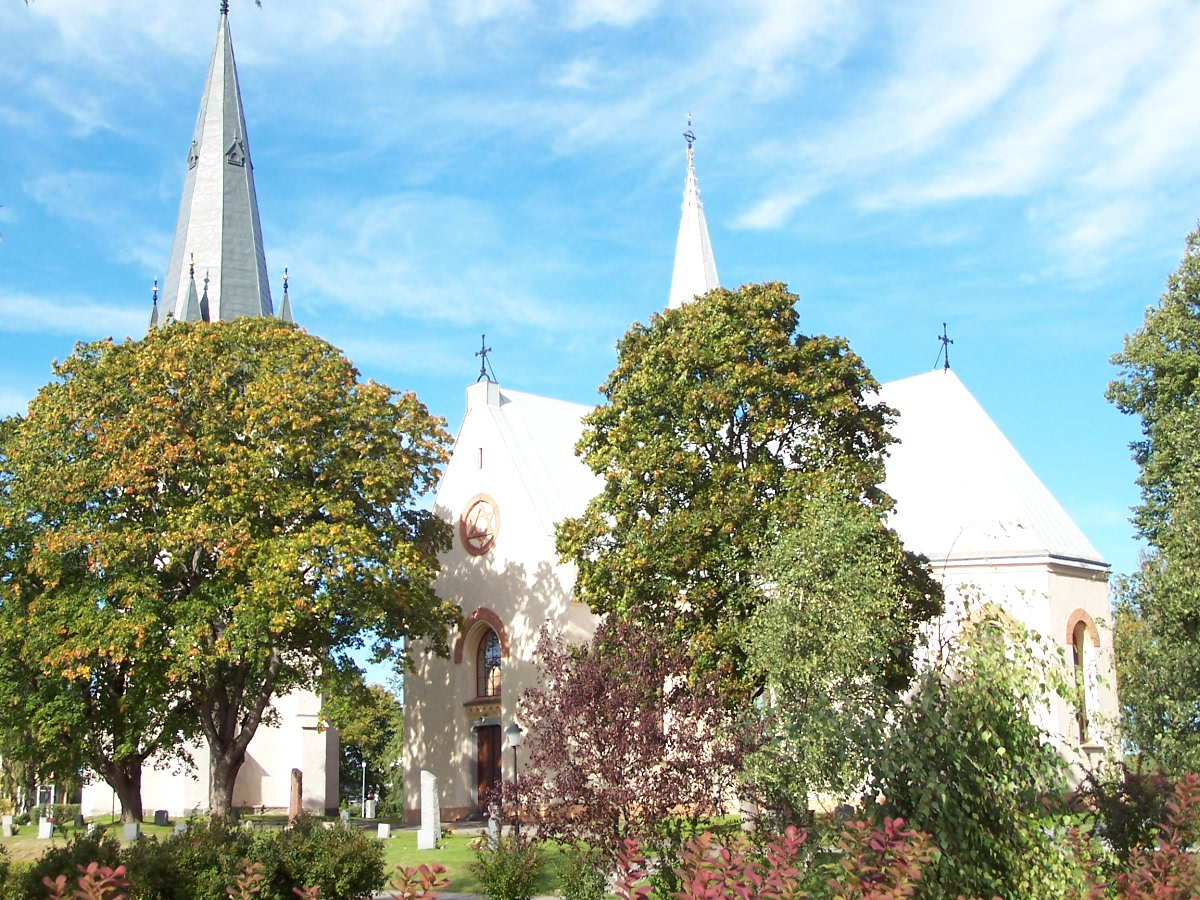
Église de Harmånger

## Localités principales
- Bergsjö
- Gnarp
- Harmånger
- Hassela
- Ilsbo
- Jättendal
- Stocka
- Strömsbruk